# Stuart Townend
Henry Stuart Townend (Shropshire, 24 aprile 1909 – Londra, 26 ottobre 2002) è stato un politico, ufficiale e velocista britannico.
Fu inoltre preside di scuola, il primo di questi a educare un erede al trono britannico.

## Biografia
Figlio di un sacerdote, ha studiato alla St Edmund's School di Canterbury, al Brasenose College di Oxford e all'Institut auf dem Rosenberg di San Gallo in Svizzera.
Dal 1931 al 1947 prestò servizio nel British Army, ottenendo in seguito il grado di tenente colonnello. Ai Giochi olimpici di Londra del 1948, organizzò il ricovero degli atleti, per il quale fu premiato nel 1949 come Ufficiale dell'Ordine dell'Impero Britannico. Alle elezioni generali britanniche del 1950, ha corso senza successo per il Partito Liberale.
Nel 1951 fondò la Hill House School di Londra, una scuola privata preprimaria ed elementare, che condusse fino alla sua morte. Il suo allievo più famoso fu il Principe Carlo, che studiò lì nel 1956 e nel 1957 per nove mesi.

## Palmarès
| Anno                                | Manifestazione                | Sede     | Evento      | Risultato | Prestazione | Note |
| ----------------------------------- | ----------------------------- | -------- | ----------- | --------- | ----------- | ---- |
| In rappresentanza dell' Inghilterra |                               |          |             |           |             |      |
| 1930                                | Giochi dell'Impero Britannico | Hamilton | 4×440 iarde | Oro       | 3'19"4      |      |